# Real Academia Gallega
La Real Academia Gallega (en gallego Real Academia Galega, RAG) es la institución científica que tiene como objetivo el estudio de la cultura de Galicia, y especialmente, de la lengua gallega. Elabora sus normas gramaticales, ortográficas y léxicas, al tiempo que defiende y promueve la lengua. Además decide la personalidad literaria a la que se le dedica el Día de las Letras Gallegas. Sus miembros son personalidades influyentes del mundo de la cultura gallega, en particular de la lengua. Su presidente desde el 4 de abril de 2025 es Henrique Monteagudo.

## Historia

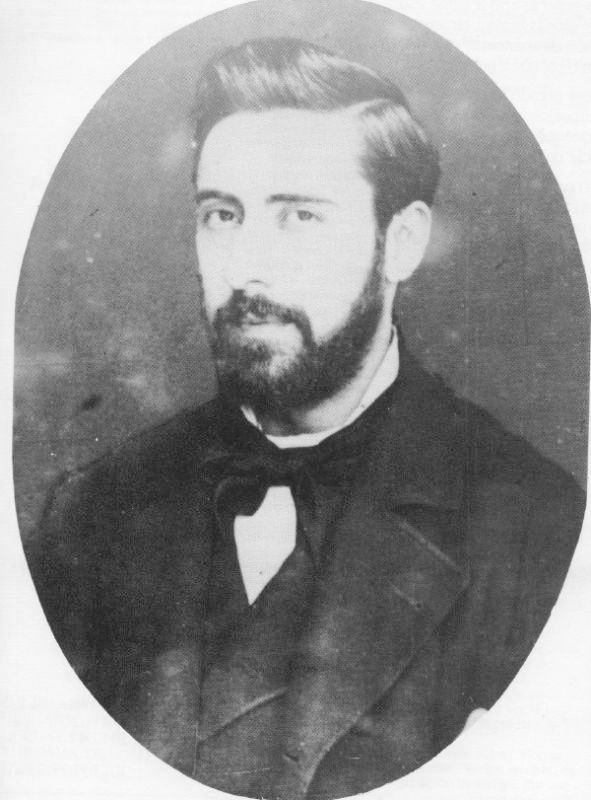
Manuel Curros Enríquez, impulsor de la RAG.

El precedente de la Real Academia Gallega fue la Comisión Gestora para la creación de la Academia Gallega, promovida por Emilia Pardo Bazán y Ramón Pérez Costales, la cual se constituyó sobre la base de una sociedad presidida por la escritora, Folklore Gallego, que también presidió esta.
En 1904, Manuel Murguía publicó un artículo en la revista del Gran Hotel de Mondariz en el que propugnaba la creación de una academia gallega. Este artículo despertó interés y en 1905 se constituyó en La Habana la Sociedad Protectora de la Academia Gallega, gracias al impulso de Manuel Curros Enríquez y Xosé Fontenla Leal. En Galicia siguieron esta iniciativa algunas figuras que se reunían en la Libraría Rexional de Eugenio Carré Aldao de La Coruña. La Real Academia Gallega se constituyó el 30 de septiembre de 1906, presidida por Manuel Murguía y con cuarenta miembros. El acto se celebró en los locales de la Reunión Recreativa e Instructiva de Artesanos, casi un año después de la presentación legal de sus estatutos. Los objetivos iniciales eran fundamentalmente lingüísticos e incluían la elaboración de un diccionario y una gramática, proyectos que se demorarían muchos años.
Durante la presidencia de Murguía (1906-1923) se elevó la figura de Rosalía de Castro, se comenzó a publicar el Boletín de la Academia Gallega (263 números) y la Academia se vio inmersa en polémicas y enfrentamientos debido a su carácter galleguista. El segundo presidente, Andrés Martínez Salazar, lo fue sólo un año, ya que murió inesperadamente. La entidad entró en un periodo de inactividad que motivó la fundación del Seminario de Estudos Galegos. El tercer presidente fue Eladio Rodríguez (1926-1934), y durante este período entraron en la institución Castelao y Antón Villar Ponte. Fue sustituido por Manuel Lugrís Freire, que hubo de dimitir en 1936 por problemas de salud. Llegó entonces la Guerra Civil, que hizo silenciar la institución y llevarla la una etapa de semiclandestinidad durante la que fue presidida por Manuel Casas Fernández (1942-1960) y Sebastián Martínez-Risco y Macías (1960-1977).
En 1963 presentó la iniciativa del Día de las Letras Gallegas que, no muy valorada en un primer momento, se tornó especialmente dinamizadora con el transcurso de los años. Desde las dependencias municipales del Palacio de María Pita, en La Coruña, se trasladó a la sede actual de la calle Tabernas. En 1972 la RAG estandarizó el diseño actual del Escudo de Galicia. Años más tarde, la RAG propuso a la Junta de Galicia conservar la memoria de la antigua bandera gallega dentro de la Bandera de Galicia moderna. El resultado fue la superposición de las armas o escudo gallego sobre la bandera civil, formando la actual bandera oficial que debe figurar en los actos oficiales del gobierno e instituciones gallegas.
Durante la presidencia de Domingo García-Sabell (1977-1997), se produjo el acuerdo con el Instituto da Lingua Galega sobre las normas ortográficas y morfológicas del idioma gallego (1982), en el que se unificaban las dos propuestas enfrentadas. La Real Academia fue reconocida como entidad normativizadora del gallego mediante la Ley de Normalización Lingüística (1983). Se crearon las secciones de Historia y de Literatura en 1998, y dentro de la de Lingüística, el Seminario de Lexicografía (1983), que elaboró su primer diccionario monolingüe, el de Sociolingüística (1990), que realizó el Mapa Sociolingüístico de Galicia, el de Terminología, con su servicio público Termigal, el de Gramática (2000) y el de Onomástica (2001).
Con la presidencia de Francisco Fernández del Riego (1997-2001) se abrió la institución y con la de Xosé Ramón Barreiro Fernández (2001-2010), se le dio un gran impulso a la informatización de los fondos documentales que se habían ido adquiriendo. En 2003 se revisaron las normas ortográficas y morfológicas. Entre 2010 y 2013 Xosé Luís Méndez Ferrín fue su presidente, entre 2013 y 2017 su presidente fue el profesor y ensayista Xesús Alonso Montero, hasta su dimisión. Desde 2017 hasta 2025 la presidencia recayó en Víctor Fernández Freixanes, que en abril de 2025 fue sustituido por Henrique Monteagudo.
En 2012, la RAG estrenó su diccionario en línea con 50.000 y con pronunciación de todas las palabras. Hasta la fecha, solo existía un diccionario gallego en línea, el Digalego, que era de pago, y que en 2016 la Junta de Galicia lo puso de acceso gratuito.